# Daniel Nevers
Daniel Nevers, né Guérin le 19 juillet 1946 à Paris et mort le 9 mars 2022 à Limeil-Brévannes, est un historien du jazz, directeur artistique pour des maisons de disques et producteur d'émissions de radio français. Il s'est notamment intéressé aux premiers temps du jazz et aux liens qui se sont tissés en France entre la chanson et le jazz.

## Biographie
Daniel Guérin découvre le jazz auprès de son père, cheminot, collectionneur de 78 tours. Après des études de philosophie et de cinéma (IDHEC), il prend le nom de Daniel Nevers pour ne pas être confondu avec son homonyme, et contribue à la collection de rééditions Black & White que dirige Jean-Paul Guiter pour le label RCA. Au début des années 1980, il poursuit sa collaboration avec Guiter sur la collection Jazz Tribune, toujours pour RCA - une collection qui, par son visuel imitant la une d'un journal, met en valeur ses textes de présentation. Parallèlement, il est rédacteur à Jazz Hot (entre 1973 et 1985), et producteur à France Musique (l'émission Jazz classique entre 1975 et 1994). À la fin des années 1980, il dirige la collection de rééditions Jazz Time pour Pathé-Marconi-EMI. Dans le cadre de cette collection, Nevers manifeste son intérêt pour les relations entre la chanson et le jazz en France, en publiant notamment un disque consacré à Charles Trénet (Swing Mr. Trénet 1937-1950), un autre consacré à Jean Sablon (Jean Sablon and his "Swing" Gang 1933-1939), et deux compilations (Jazz & chanson, Swing & Song 1925-1935 et Jazz & chanson, Swing & Song Vol 2 1927-1944). À partir du milieu des années 1990, il dirige une série d'œuvres intégrales pour Frémeaux & Associés, une qu'il parvient à achever : Django Reinhardt (20 volumes entre 1996 et 2005), et quatre qu'il laisse inachevées : Charles Trénet (seuls les enregistrements de 1933 à 1959 sont publiés, en 12 volumes, entre 1993 et 2016), Henri Salvador (seuls les enregistrements de 1942 à 1958 sont publiés, en 4 volumes, entre 2000 et 2014), Yves Montand (seuls les enregistrements de 1945 à 1958 sont publiés, en 4 volumes, entre 2000 et 2015), et Louis Armstrong (seuls les enregistrements de 1923 à 1949 sont publiés, en 15 volumes, entre 2007 et 2018). Nevers rédige le livret de chaque volume. 